# UFC on Fox: VanZant vs. Waterson
UFC on Fox: VanZant vs. Waterson (también conocido como UFC on Fox 22) fue un evento de artes marciales mixtas organizado por Ultimate Fighting Championship. Se llevó a cabo el 17 de diciembre de 2016 en el Golden 1 Center, en Sacramento, California.

## Historia
El evento estelar contó con el combate de peso paja femenino entre Paige VanZant y Michelle Waterson.
El evento coestelar contó con el combate de peso wélter entre Mickey Gall y Sage Northcutt.